# قمبود لوبوكي
قمبود لوبوكي (الاسم العلمي: Campodea lubbocki) هو نوع من الحيوانات يتبع جنس القمبود من فصيلة القمابيد.